# Cedro (Juquiá)
Cedro é um povoado (aglomerado rural) do município brasileiro de Juquiá, no interior do estado de São Paulo.

## História

### Origem
O povoado se desenvolveu ao redor da estação ferroviária Cedro, inaugurada pela Estrada de Ferro Sorocabana em 15/06/1930.

## Geografia

### Demografia

#### População urbana
| Crescimento população urbana | Crescimento população urbana | Crescimento população urbana | Crescimento população urbana |
| Censo                        | Pop.                         |                              | %±                           |
| ---------------------------- | ---------------------------- | ---------------------------- | ---------------------------- |
| 1980                         | 547                          |                              | —                            |
| 1991                         | 480                          |                              | −12,2%                       |
| 2000                         | 442                          |                              | −7,9%                        |
| 2010                         | 363                          |                              | −17,9%                       |
| Fonte: IBGE e Fundação SEADE |                              |                              |                              |

Até o Censo 2010 (IBGE) Cedro era classificado pelo IBGE como aglomerado rural.

### Rodovias
O principal acesso ao povoado é a Rodovia Régis Bittencourt (BR-116).

## Serviços públicos

### Saneamento
O serviço de abastecimento de água é feito pela Companhia de Saneamento Básico do Estado de São Paulo (SABESP).

### Energia
A responsável pelo abastecimento de energia elétrica é a Neoenergia Elektro, antiga CESP.

## Religião
O Cristianismo se faz presente no povoado da seguinte forma:

### Igreja Católica
- A igreja faz parte da Diocese de Registro[11].

### Igrejas Evangélicas
- Igreja Adventista do Sétimo Dia.
- Igreja Presbiteriana.